# 댄 바디스
댄 바디스(Dan Vadis, 1938년 1월 3일 ~ 1987년 6월 11일)는 미국의 배우, 영화배우이다.
상하이시에서 태어났으며 랭카스터에서 사망하였다. 사인은 과다복용이다.

## 영화
- 브론코 빌리 (1980년)
- 더티 파이터 (1980년)
- 더티 파이터 2 (1978년)
- 건틀릿 (1977년)
- US 마샬 (1973년)
- 평원의 무법자 (1973년)
- 스캘프헌터스 (1968년)
- 추적자 (1968년)